# Institute for Graduate Studies & Research
Het Institute for Graduate Studies & Research (IGSR), voorheen Faculty of Graduate Studies, is een hogeronderwijsinstituut in Paramaribo, Suriname.
Het IGSR werd in 2006 als Faculty of Graduate Studies opgericht door de Anton de Kom Universiteit van Suriname. Het is gevestigd op het universiteitsterrein in een pand dat gefinancierd werd door de Staatsolie Maatschappij Suriname. Daarnaast heeft het een laboratorium in het CELOS-gebouw. Rond 2009 werd de naam gewijzigd in het Institute for Graduate Studies & Research.
Het instituut is actief rondom de master- en postdoctorale studies van de universiteit, waarvan het de kwaliteit op de universiteit bewaakt. Ook richt het zich op de versterking en uitbreiding van het wetenschappelijke kader, onderzoek, publicaties en dienstverlening, en biedt het zelf studies aan.
Marten Schalkwijk was van 2006 tot 2016 directeur van het intituut. Tijdens het bestuur van zijn opvolger, Robert Power, raakte de IGSR betrokken bij dubieuze geldtransacties.